# René Crevel
René Crevel (ur. 10 sierpnia 1900 w Paryżu, zm. 18 czerwca 1935 tamże) – francuski pisarz i poeta surrealizmu. Obok André Bretona, Louisa Aragona, Paula Eluarda, Roberta Desnosa, Benjamina Péreta, Antonina Artauda był głównym przedstawicielem tego kierunku w dziedzinie literatury. Był homoseksualny, za co został wykluczony z grona surrealistów w 1923. Popełnił samobójstwo, podobnie jak wcześniej jego ojciec, czego Crevel był świadkiem w wieku czternastu lat.

## Twórczość
- "Objazdy", (1924)
- "Moje ciało i ja", (1925)
- "Trudna Śmierć", (1926)
- "Babilon", (1927)
- "Dusza przeciw rozumowi", (1928)
- "Etes-vous fou?", (1929)
- "Stopy na talerzu", (1933)
- "Złamany Rzymianin i ostatni pisarze", (1934–1935)